# Рајхерсбојерн
Рајхерсбојерн (њем. Reichersbeuern) општина је у њемачкој савезној држави Баварска. Једно је од 21 општинског средишта округа Бад Телц-Волфратсхаузен. Према процјени из 2010. у општини је живјело 2.225 становника. Посједује регионалну шифру (AGS) 9173140.

## Географски и демографски подаци
Рајхерсбојерн се налази у савезној држави Баварска у округу Бад Телц-Волфратсхаузен. Општина се налази на надморској висини од 716 метара. Површина општине износи 15,4 km². У самом мјесту је, према процјени из 2010. године, живјело 2.225 становника. Просјечна густина становништва износи 144 становника/km².